# Dejok
Dejok (grč. Deiokes, akad. Daiukku, elam. Dayauka) je bio vladar iz iranske dinastije Medijaca i prvi kralj Medijskog Carstva. Svoju vladavinu započeo je krajem 8. stoljeća pr. Kr.

## Povijesni izvori

### Herodot
Grčki povjesničar Herodot tvrdi kako se Dejokov otac zvao Fraort (kao i Dejokov sin), te kako je Dejok bio „mudar čovjek velikih mogućnosti i političkih ambicija“ u doba kada u regiji nije bilo zajedničke vlade. Stanovnici su ga proglasili arbitrom lokalnih plemenskih sporova, a kasnije i medijskim kraljem. U Dejokovo doba izgrađena je i palača, oko koje je podignuta prijestolnica Ekbatana (moderni Hamadan). Herodot opisuje grad:

„Medijci su sagradili grad Ekbatanu, s jakim zidinama velikih dimenizija, koji su u krugovima opasavali grad. Nacrt palače je takav da svaki zid natkriva onaj prethodni pomoću grudobrana. Priroda okolice ima oblik blagog brežuljka što odgovara navedenom razmještaju obrane, no položaj je uglavnom produkt ljudskog umijeća. Broj obrambenih zidina je sedam, a unutar zadnjeg i najmanjeg nalazi se kraljevska palača i riznica. Vanjski opsadni zid bio je podjednakih dimenzija zidina u Ateni. Na tom zidu grudobrani su bijele boje, na sljedećem crne, trećem crvene, četvrtom plave, petom narančaste; zidovi su ličeni bojama. Zadnja dva grudobrana bila su srebrne, odnosno zlatne boje. Sve navedene fortifikacije građene su za Dejoka i za obranu njegove palače.“
Dejok je također uspostavio pravosudnu mrežu diljem zemlje, a organizirao je i jedinicu špijuna koji su kontrolirali svaki dio Medijskog Carstva. Umro je nakon 53 godine vladavine, a naslijedio ga je sin Fraort, otac Kijaksara. Njegov unuk zbacit će s vlasti privremene skitske osvajače i proširio Medijsko Carstvo od Lidije do Baktrije.

### Asirski zapisi
Ime Daiukku spominje se nekoliko puta u zapisima koji datiraju iz doba vladavine asirskog kralja Sargona II. iz 8. stoljeća pr. Kr. Dejok se spominje kao pokrajinski vladar (šaknu) teritorija zvanog Maneja uz granicu s Asirijom. Njegov sin zarobljen je u kraljevstvu Urartu, a Dejok je podržavao urartuskog kralja Rusa I. protiv manejskog vladara Ullusunua. Sargon II. zarobio je Dejoka i prognao ga zajedno s njegovom obitelji u sirijski grad Hamu. Ipak, moderni povjesničari dvoje jesu li Daiukku iz asirskih zapisa i Dejok iz Herodotovih djela ista osoba.

## Popularna kultura
Američki pjesnik Ezra Pound u svome djelu „Canto“ spominje Dejoka i Ekbatanu:
„izgraditi Dejokov grad s terasama zvjezdanih boja“

## Kronologija
- 728. pr. Kr. - Dejok osniva Medijsko Carstvo.
- 675. pr. Kr. - smrt Dejoka.

## Poveznice
- Medijsko Carstvo
- Ekbatana
- Fraort

| Prethodnik: | Kralj Medije (cca 728. - cca 675. pr. Kr.) | Nasljednik:                          |
| Nitko       | Kralj Medije (cca 728. - cca 675. pr. Kr.) | Fraort (cca 675. - cca 653. pr. Kr.) |

## Vanjske poveznice
- [neaktivna poveznica]
- Dejok (enciklopedija Britannica)
- Dejok (Deioces), AncientLibrary.com